# 曼哈茨山麓霍亨瓦尔特-米尔巴赫
曼哈茨山麓霍亨瓦尔特-米尔巴赫是奥地利下奥地利州霍拉布伦县的一个市镇。总面积43.59平方公里，总人口1273人，人口密度29.2人/平方公里（2005年）。